# Martin Holzfuß
Martin Holzfuß (* 24. Dezember 1925 in Beelkow, Kreis Schlawe; † 7. Mai 2012) war ein deutscher Politiker (FDP) und Generalmajor der Bundeswehr. Von 1989 bis 1994 war er Mitglied des Europäischen Parlaments.

## Leben und Beruf
Holzfuß, Sohn eines Landwirts, wuchs in Hinterpommern auf und besuchte die Nationalpolitische Erziehungsanstalt in Köslin. Er nahm als Absolvent des letzten Offizierslehrgangs der Wehrmacht am Zweiten Weltkrieg teil. Nach dem Krieg zog er nach Maibach-Butzbach, arbeitete in der Zivilverwaltung der US-Army und begann 1956 eine Offizierslaufbahn bei der Bundeswehr. In dessen Rahmen wurde er an Militärschulen in Europa und den USA ausgebildet, unter anderem am NATO Defense College. Von 1962 bis 1964 absolvierte er den 5. Generalstabslehrgang Heer an der Führungsakademie der Bundeswehr in Hamburg, wo er zum Offizier im Generalstabsdienst ausgebildet wurde. Holzfuß stieg in den Rang eines Generalmajors auf, leitete von 1978 bis 1983 das Logistikzentrum des Heeres und war anschließend Befehlshaber im Wehrbereich IV für Hessen, Rheinland-Pfalz und das Saarland.
Er war verheiratet, hatte drei Kinder und starb 2012 im Alter von 86 Jahren.

## Politik
Holzfuß trat 1947 der Liberal Demokratischen Partei (LDP) bei und war 1948 Gründungsmitglied der FDP Hessen. Er engagierte sich in der Kommunalpolitik und wurde 1954 als jüngster Abgeordneter in den Friedberger Kreistag gewählt, dem er bis 1977 angehörte. Von 2009 bis zu seinem Tod war er Kreistagsmitglied im 1972 gebildeten Wetteraukreis und zuletzt dessen Alterspräsident. Darüber hinaus war er Fraktionsvorsitzender im Stadtrat und Ortsverbandsvorsitzender der FDP Butzbach.
Bei der Europawahl 1989 kandidierte Holzfuß auf Platz 3 der FDP-Bundesliste und wurde ins Europäische Parlament gewählt. Dort war er Mitglied der LDR-Fraktion, deren sicherheitspolitischer Sprecher und ab 1992 stellvertretender Vorsitzender des Haushaltskontrollausschusses. Außerdem arbeitete er im Haushaltsausschuss (bis 1992) sowie im Ausschuss für auswärtige Angelegenheiten und Sicherheit (ab 1992) und war Mitglied der Delegation für die Beziehungen zur Tschechoslowakei. Nach der Europawahl 1994, bei der die FDP an der Fünf-Prozent-Hürde scheiterte, schied er aus dem Parlament aus.
Bei den Bundestagswahlen 1980 und 1987 kandidierte er jeweils im Wahlkreis Wetterau I als Direktkandidat und erhielt 6,3 % (1980) bzw. 4,3 % (1987) der Stimmen.

## Auszeichnungen
- Bundesverdienstkreuz 1. Klasse (1984)[3]
- Legion of Merit der US-Streitkräfte